# Cryptosulidae
Cryptosulidae é uma família de briozoários pertencentes à ordem Cheilostomatida.
Géneros:
- Cryptosula Canu & Bassler, 1925
- Cryptosula Vigneaux, 1949
- Harmeria Norman, 1903